# 陸冕
陸冕（1488年—？年），字子端，又字宗周，號體斋，南直隶苏州府崑山縣人，明朝政治人物。

## 生平
治《易經》，行二，由國子生中式正德八年（1513年）癸酉科應天府鄉試第一百二十一名舉人，年三十六歲中式嘉靖二年（1523年）癸未科會試第六十三名，第二甲第七十二名進士。初授禮部儀制司主事，被诬谪官，历任兖州府同知，十年三月升浙江按察司佥事，十四年三月升山西布政司左参议，十七年四月升陕西按察司副使。

## 家族
曾祖陸春。祖父陸實。父陸士達，承事郎。母吴氏；继母顾氏。永感下。兄陸冠、弟陸旒、陸弁。